# Mossi

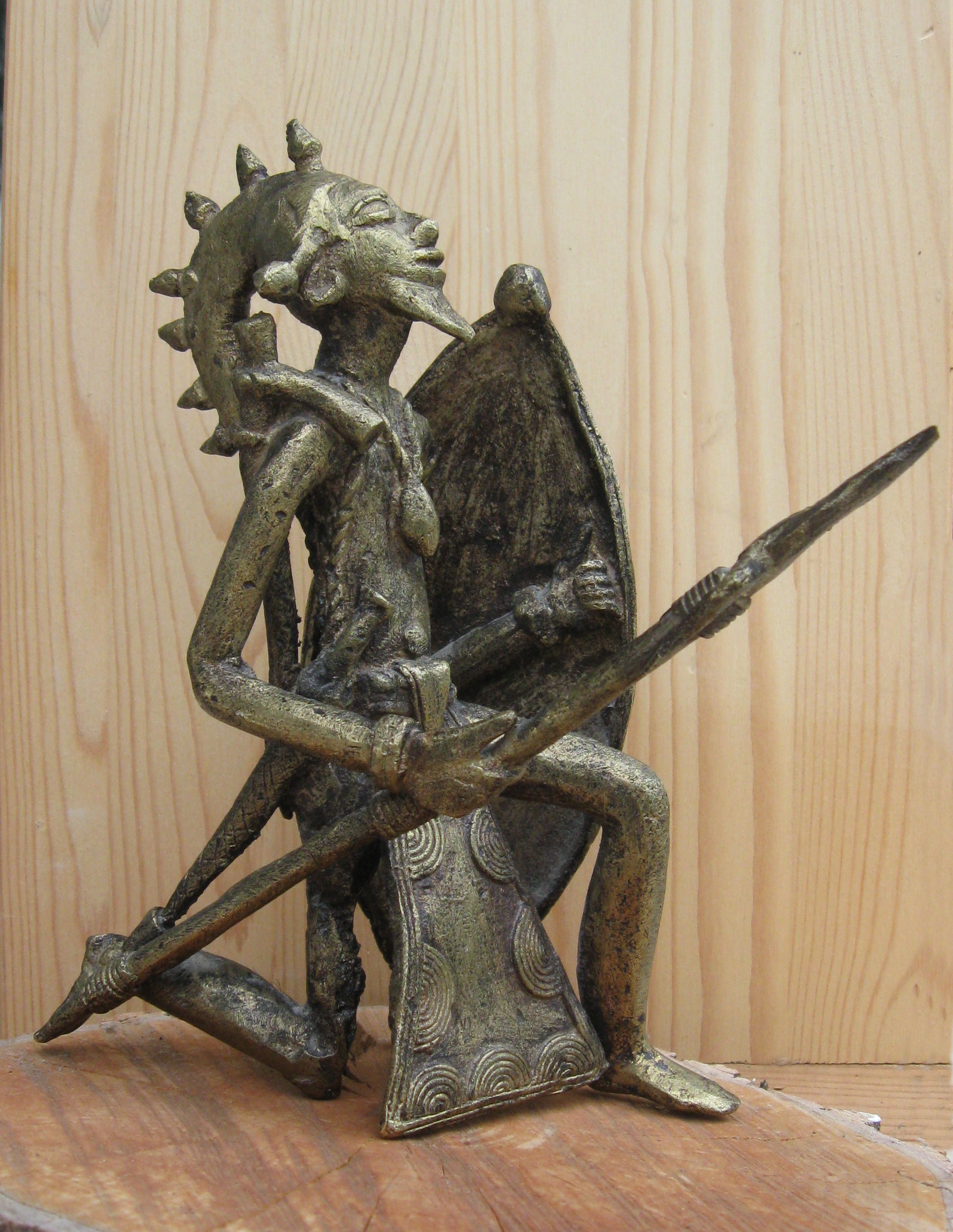
Mossi-Krieger, Bronzeguss nach verlorener Form von Derme Seini, Ouagadougou, Burkina Faso

Die Mossi (auch Mosi genannt, Eigenbezeichnung im Singular Moaaga und Moose im Plural) sind die bevölkerungsreichste Ethnie innerhalb des westafrikanischen Staates Burkina Faso. Sie bevölkern das Zentrum dieses Landes rund um die Hauptstadt Ouagadougou und die Stadt Ouahigouya und siedeln teilweise auch in Nord-Ghana. Ihre Sprache ist das Mòoré. Rund fünf Millionen Menschen zählt diese afrikanische Volksgruppe.
Das Siedlungsgebiet umfasst die Savannen des Voltabeckens zwischen dem Sahel im Norden und den Feuchtsavannen im Süden. Das von ihnen besiedelte Zentralplateau, ein Hochland im Zentrum Burkina Fasos, wird oft auch Mossiplateau genannt.

## Geschichte
Ursprünglich stammen die Mossi aus dem Norden Ghanas, von wo sie etwa im 15. Jahrhundert auf ihren Pferden nach Norden zogen, die dort lebenden Bauernvölker entweder vertrieben (Dogon) oder sich mit ihnen assimilierten (Nyonyonsé). Die Nachkommen der Eroberer nannten sich Nakomsé und stellten die Herrscherschicht. Das erste Reich, das die aus dem Süden eindringenden Mossi gründeten, war Tenkodogo. Der Legende nach war es Ouédraogo, der Nachfahre der Prinzessin Yennenga und des Jägers Rialé, der in dem von diesen gegründeten Dorf das Reich Tenkodogo schuf. Ouédraogos Nachfahre Oubri zog weiter nach Westen, eroberte Kombemtinga, das Zentrum der Nyonyonsé und nannte es in Wogodogo um, das spätere Ouagadougou. Er ernannte sich zum Moogho Naaba des Reiches Ouagadougou und begründete die Dynastie von Oubritenga. Nördlich entstand das Reich Yatenga.

## Herrschaftssystem

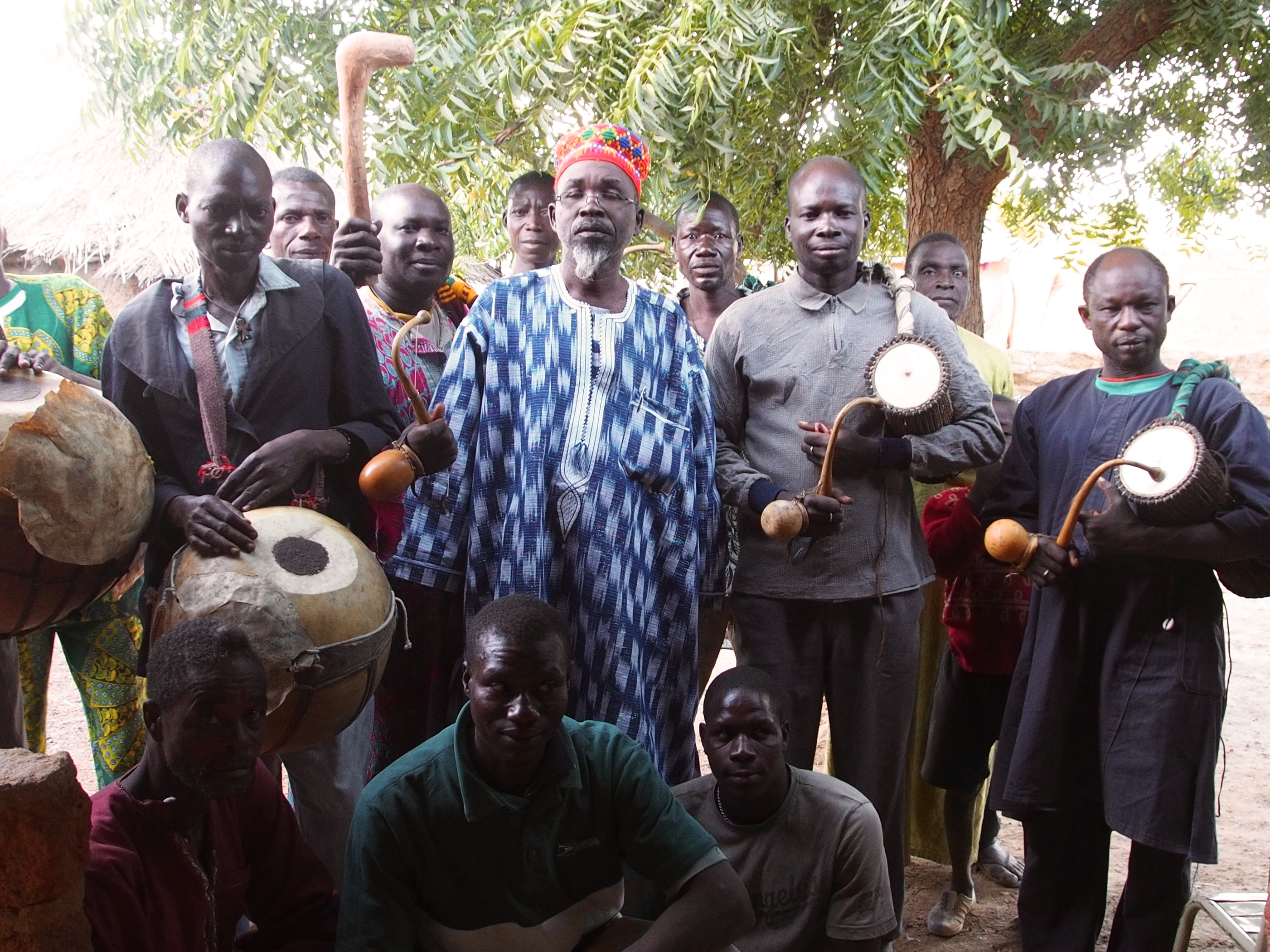
Naaba Zomb Wobgo, einer der Mossi-Könige unter dem Moogho Naaba, mit Mitgliedern seines Hoforchesters. Links zwei große Kesseltrommeln binha, rechts zwei zweifellige Sanduhrtrommeln lunga mit variabler Tonhöhe.

Herrscher von Ouagadougou ist bis heute der Moogho Naaba (Kaiser), der über keine Macht mehr verfügt, aber weiterhin als das geistige und moralische Oberhaupt der Mossi angesehen wird. Ihm untersteht ein streng hierarchisch organisierter Hofstaat, unmittelbar unter ihm die fünf beratenden Minister, denen jeweils ein Verantwortungsbereich zugeordnet ist. Diese nanamse (Plural von naaba) hatten ihren Sitz jeweils in einem der umliegenden Dörfer, die heute Viertel der modernen Stadt Ouagadougou sind. Der Ouidi Naaba aus Ouidi ist erster Berater des Moogho Naaba und zuständig für die Erbfolge betreffenden Fragen, außerdem Chef der Kavallerie. Chef der Streitkräfte ist der Larlé Naaba aus Larlé, der gleichzeitig Hüter der Grabstätten ist. Für die Verteidigung ist der Goung Naaba aus Gounghin verantwortlich, ihm untersteht die Infanterie, darunter die Bogenschützen. In Bilbalogho hat der Baloum Naaba seinen Sitz. Er ist Mittler zwischen dem Moogho Naaba und den rangniedrigeren Chefs und für die Finanzen des Reiches verantwortlich. Hüter des Harems ist der Kamsaogh Naaba aus Kamsaoghin, der ein Eunuche sein muss und nicht an der Wahl zum Moogho Naaba teilnehmen darf. Da keine direkte Erbfolge besteht, wählen die fünf Minister nach dem Tod des Moogho Naaba aus dessen Söhnen einen Nachfolger, der mit der Inthronisation einen neuen Vornamen annimmt. Der Palast des Moogho Naaba befindet sich im Westen Ouagadougous.

## Kultur

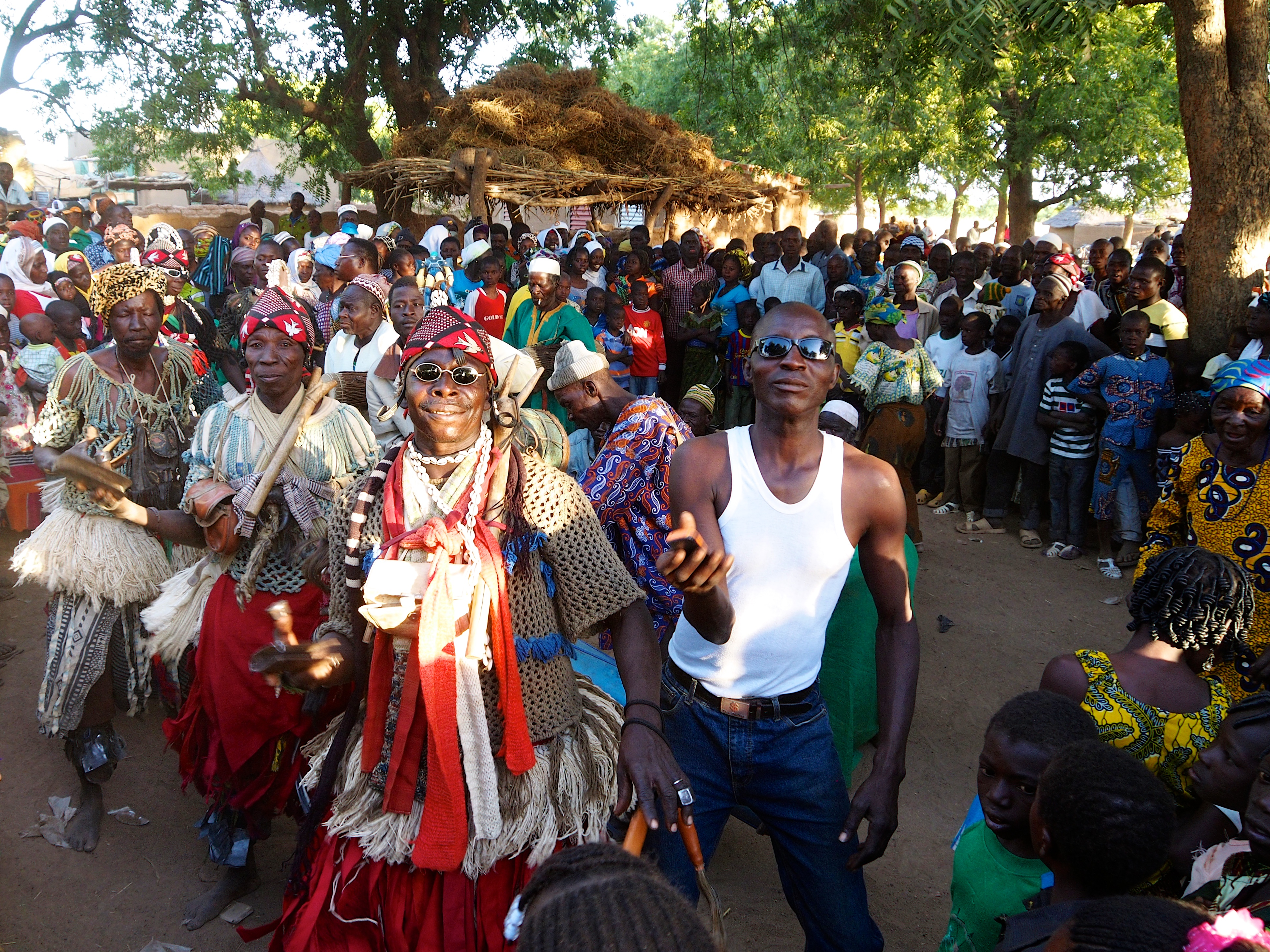
Tänzer der Tanzgruppe von Andemtenga anlässlich der Nakoobo-Zeremonie des Naaba Zomb Wobgo

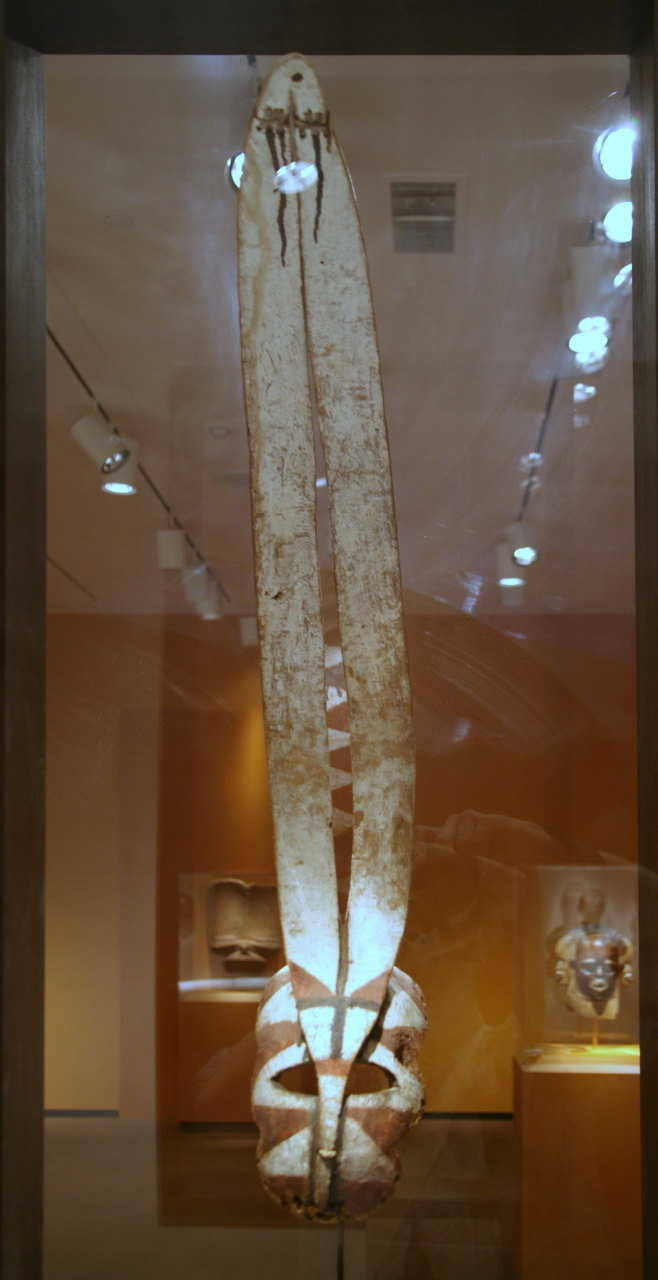
Mossi-Maske, Mitte des 20. Jahrhunderts

Mossifamilien leben traditionell in kreisförmig angelegten kleinen Hütten von etwa drei bis vier Metern Durchmesser, die durch eine Mauer verbunden werden. Die Wände bestehen aus Lehmziegeln, die mit Lehm verputzt sind. Jede der bis zu vier Ehefrauen bewohnt mit ihren Kindern ein eigenes Haus. Werden die Kinder älter, bekommen sie bis zu ihrer Heirat ein eigenes Haus. Rechteckige Gebäude im Inneren des Hofes werden zum Teil vom Familienoberhaupt bewohnt.
Die Dörfer der Mossi werden von einem Dorfchef (naaba) regiert, ein teng naaba („Erdchef“) ist unter anderem für die Abhaltung von Zeremonien und Opfergaben zuständig. Griots geben die Geschichte eines Dorfes mündlich an nachfolgende Generationen weiter.
Der Ausbreitung des Islam aus dem Norden konnten sich die Mossi lange widersetzen, bis heute hängt die Mehrzahl dem traditionellen Glauben an. Ihren Gott nennen sie Wendé. Gute Beziehungen zu den Ahnen sind den Mossi wichtig, dies drückt sich in verschiedenen Ritualen aus.
Bedeutend sind die Herstellung und Verwendung von Holzmasken.

## Bekannte Mossi
- Blaise Compaoré, Jean-Baptiste Ouédraogo, Maurice Yaméogo, Idrissa Ouédraogo, Thomas Sankara, Joseph Ouédraogo, Gérard Kango Ouédraogo